# Agenda 2063
Agenda 2063 är Afrikanska unionens (AU) strategi- och måldokument för att främja hållbar utveckling och ekonomisk tillväxt.
Handlingen antogs av AU i januari 2013 och sträcker sig över 50 år, till år 2063. Agenda 2063 formuleras i de tre huvuddokumenten Agenda 2063 Framework Document, The Agenda 2063 Popular Version samt The Draft First Ten-Year Implementation Plan.
2020 kom den första avstämningsrapporten The First Continental Report on the Implementation of Agenda 2063.

## Bakgrund
Det har tidigare formulerats ett antal initiativ för att utveckla Afrika. Men nu har man samlat tidigare initiativ och låtit AUs vision liksom ett antal andra principer som beskrivs nedan genomsyra dokumentet. 
Vidare har processen för att ta fram dokumentet sett annorlunda ut. US State Department beskriver skillnaderna mellan Agenda 2063 och tidigare initiativ är att tillvägagångssättet nu är nedifrån-upp. Målen är resultatorienterade och det finns riktlinjer för ansvar, uppföljning och utvärdering. 
Genom att integrera allt policies under ett paraply finns också större möjligheter till kontinuitet och sist men inte minst finns det nu kapacitet, finansiering och partnerskap för att kunna genomförs förändringar.

### Vision
Visionen är densamma som AUs vision 
| ” | An integrated, prosperous and peaceful Africa, driven by its own citizens and representing a dynamic force in international arena | „ |

Den ska genomsyra Agenda 2063.

### Tidigare initiativ
Sen tidigare har AU antagit ett antal initiativ som formulerats i The Lagos Plan of Action, The Abuja Treaty, The Minimum Integration Programme, The Programme for Infrastructural Development in Africa (PIDA), The Comprehensive Africa Agricultural Development Programme (CAADP), The New partnership for Africa’s Development (NEPAD), Regional Plans and Programmes samt National Plans. Dessa har integrerats i Agenda 2063.

### Fundament
Agenda 2063 bygger på: 
- The Constitutive Act of the African Union
- The African Union Vision
- The 8 Priority Areas of AU 50th Anniversary Solemn Declaration
- African Aspirations for 2063
- Regional and Continental Frameworks
- Member States National Plans[3]

## Aspirationsprogram
För att ta fram aspirationsprogrammet hade man en konsultativ process med det afrikanska civilsamhället.
AU har sedan formulerat sju aspirationer för Agenda 2063. Dessa har sedan delats in i mål och därefter i prioriterade områden. Aspirationerna lyder (fri översättning):
1. Ett välmående Afrika baserat på inkluderande tillväxt och hållbar utveckling
2. En integrerad kontinent, politiskt enad baserad på panafrikanismens ideal och visionen om Afrikas renässans
3. Ett Afrika med gott styre, demokrati, respekt för mänskliga rättigheter, rättvisa och rättsstatsprincipen
4. Ett fredligt och säkert Afrika
5. Ett Afrika med en stark kulturell identitet, gemensamt arv, värderingar och etik
6. Ett Afrika vars utveckling är folkdriven och förlitar sig på potentialen av det afrikanska folket, särskilt dess kvinnor och ungdomar, och ta hand om barn
7. Afrika som en stark, enad, motståndskraftig och inflytelserik global aktör och partner[5]

## Mål
Utifrån aspirationerna har man sedan formulerat 20 mål. Varje mål knyter an till redpektive aspiration. Dessa preciseras nedan (fri översättning).

### Aspiration 1
- En hög levnadsstandard, livskvalitet och välbefinnande för alla medborgare
- Välutbildade medborgare och kompetensrevolution underbyggd av vetenskap, teknik och innovation
- Friska och välnärda medborgare
- Förvandlade ekonomier
- Modernt jordbruk för ökad produktivitet och produktion
- Blå (havs) ekonomi för accelererad ekonomisk tillväxt
- Miljömässigt hållbara och klimattåliga ekonomier och samhällen

### Aspiration 2
- Förenta Afrika (federalt eller konfedererat)
- Kontinentala finansiella och monetära institutioner är etablerade och funktionella
- Infrastruktur i världsklass korsar Afrika

### Aspiration 3
- Demokratiska värderingar, praxis, universella principer för mänskliga rättigheter, rättvisa och rättsstatsprincipen förankrade
- Kapabla institutioner och transformativt ledarskap på plats
- Fred, säkerhet och stabilitet bevaras

### Aspiration 4
- Ett stabilt och fredligt Afrika
- En fullt fungerande och operativ APSA

### Aspiration 5
- Afrikansk kulturrenässans är framstående

### Aspiration 6
- Fullständig jämställdhet i livets alla sfärer
- Engagerade och starkta ungdomar och barn

### Aspiration 7
- Afrika som en viktig partner i globala angelägenheter och fredlig samexistens
- Afrika tar fullt ansvar för att finansiera sin utveckling[4]

## Prioriterade områden

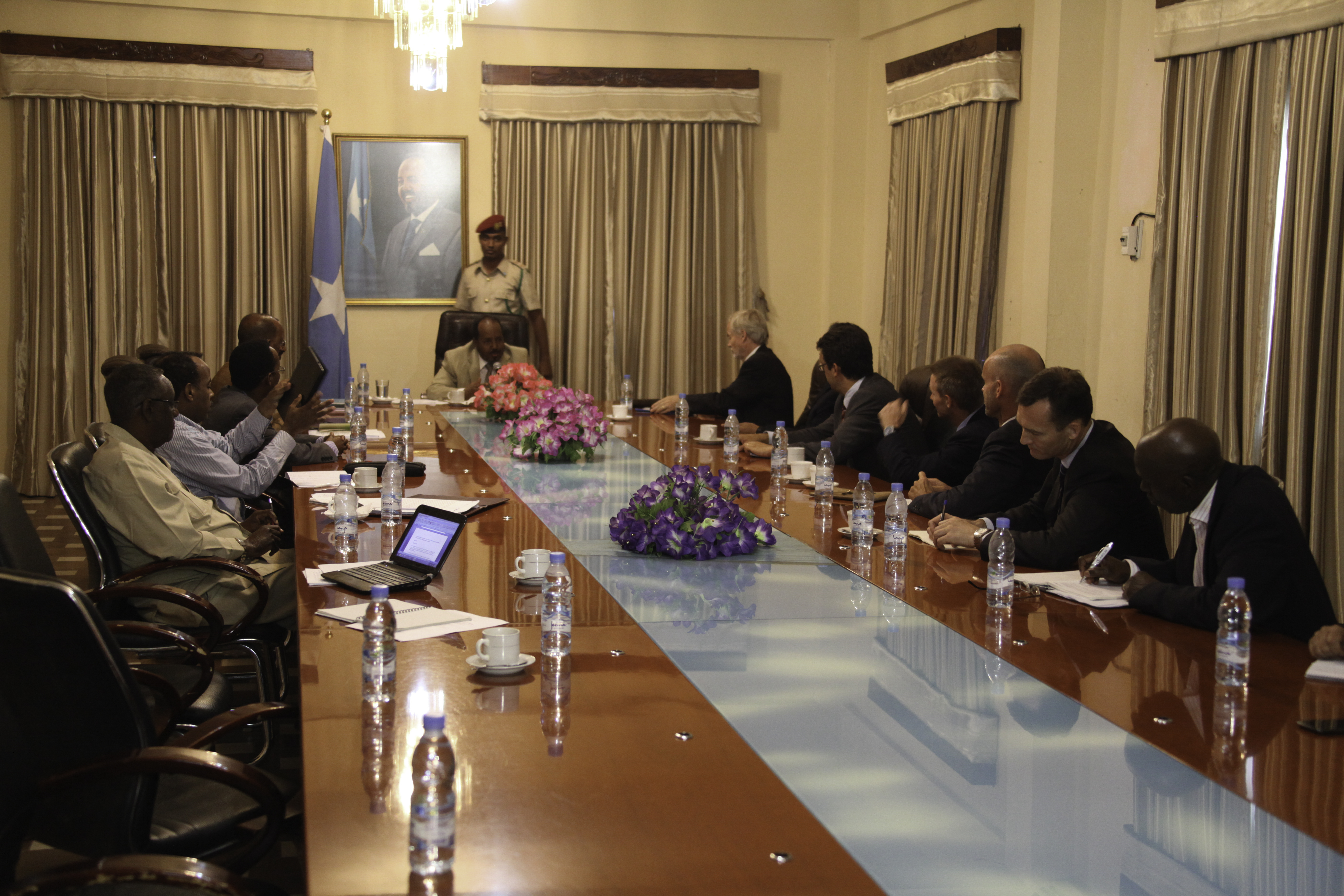
AUs sändebud för Somalia, Mahamat Saleh Annadif, i ett möte 2014 med bland annat Somalias president H.E Hassan Sheikh Mohamoud

Varje mål har prioriterade områden som knyter an till de olika målen. Dessa preciseras nedan (fri översättning):
Mål 1
- Inkomster, jobb och anständigt arbete
- Fattigdom, ojämlikhet och hunger
- Social trygghet och skydd, inklusive personer med funktionshinder
- Moderna och beboeliga livsmiljöer och grundläggande kvalitetstjänst

Mål 2
- Utbildning och STI färdigheter driven revolution

Mål 3
- Hälsa och kost

Mål 4
- Hållbar och inkluderande ekonomisk tillväxt
- STI-driven tillverkning/industrialisering och värdeökning
- Ekonomisk diversifiering och motståndskraft
- Gästfrihet/turism

Mål 5
- Jordbrukets produktivitet och produktion

Mål 6
- Marina resurser och energi
- Hamnar, drift och sjötransporter

Mål 7
- Hållbar naturresursförvaltning och bevarande av biologisk mångfald
- Hållbara konsumtions- och produktionsmönster
- Vattentrygghet
- Klimatmotståndskraft och beredskap och förebyggande av naturkatastrofer
- Förnybar energi

Mål 8
- Ram och institutioner för ett förenat Afrika

Mål 9
- Finansiella och monetära institutioner

Mål 10
- Kommunikations- och infrastrukturanslutning

Mål 11
- Demokrati och gott styre
- Mänskliga rättigheter, rättvisa och rättsstatsprincipen

Mål 12
- Institutioner och ledarskap
- Deltagande utveckling och lokal styrning

Mål 13
- Underhåll och bevarande av fred och säkerhet

Mål 14
- Institutionell struktur för AUs verktyg för fred och säkerhet

Mål 15
- Fullt fungerande och funktionella APSA-pelare

Mål 16
- Panafrikanismens värderingar och ideal
- Kulturella värderingar och afrikansk renässans
- Kulturarv, kreativ konst och företag

Mål 17
- Bemyndiga kvinnor och flickor
- Våld och diskriminering mot kvinnor och flickor

Mål 18
- Bemyndiga barn och ungdomar

Mål 19
- Afrikas plats i globala angelägenheter
- Partnerskap

Mål 20
- Afrikansk kapitalmarknad
- Skattesystem och offentliga intäkter
- Utvecklingsbistånd[4]

## Flaggskeppsprojekt
AU har tydliggjort 15 flaggskepp som ska bidra till Afrikas ekonomiska tillväxt och utveckling likväl som de ska främja den gemensamma afrikanska identiteten genom att hylla Afrikas gemensamma historia och kultur.
Dessa är projekt/initiativ som godkänts av AU-toppmötet för att vara mycket brådskande och relevanta och vars omedelbara genomförande kommer att ge snabba vinster, inverkan på socioekonomisk utveckling och öka det afrikanska medborgarnas förtroende och engagemang att vara ägare och drivkrafter för Agenda 2063. Flaggskeppsprojekten/initiativen är:
1. Integrerat nätverk för höghastighetståg
2. Formulera en afrikansk råvarustrategi
3. Etablera det afrikanska frihandelsområdet (AfCFTA)
4. Afrikapass och fri rörlighet
5. Tysta alla vapen till 2020
6. Genomföra Grand Inga Dam- projektet
7. Etablera en gemensam afrikansk lufttransportmarknad (SAATM)
8. Etablera ett årligt afrikansk ekonomiskt forum
9. Etablera afrikanska finansiella institutioner
10. Pan-afrikanska e-nätverket
11. Afrikansk strategi för yttre rymden
12. Ett afrikanskt virtuellt och e-universitet
13. Cybersäkerhet
14. Stora Afrikamuseet
15. Encyclopaedia Africana[6]

## Första 10-årsplanen
AU har som ambition att dela in den långsiktiga planen Agenda 2063 i 10-års planer. Den första planen sträcker sig från 2013 till 2023. Målen i den första 10-års planen har AU sammanfattat såhär:

### Förbättringar av levnadsstandard
- Den verkliga inkomsten per capita ska vara en tredjedel mer än 2013 års nivåer.
- Förekomsten av hunger, särskilt bland kvinnor och ungdomar, kommer bara vara 20 % av 2013 års nivåer.
- Arbetsmöjligheter kommer att finnas tillgängliga för minst en av fyra personer som söker arbete.
- Ett av tre barn kommer att ha tillgång till förskoleutbildning med varje barn i gymnasieåldern i skolan och sju av tio av dess utexaminerade utan tillgång till högre utbildning är inskrivna i TVET-program.
- Undernäring, mödrar, barn och neonatala dödsfall från och med 2013 ska minska med hälften
- Tillgången till antiretrovirala läkemedel kommer att ske automatiskt och andelen dödsfall som kan hänföras till hiv/aids och malaria ska ha halverats.
- Nio av tio personer kommer att ha tillgång till rent dricksvatten och sanitet
- Elförsörjningen och internetanslutningen kommer att öka med 50 % och städer kommer att återvinna minst 50 % av det avfall de genererar.[8]

### Förvandlade, inkluderande och hållbara ekonomier
- BNP kommer att växa med 7 % och minst en tredjedel av produktionen kommer att genereras av nationella företag.
- Arbetsintensiv tillverkning, underbyggd av värdetillskott till råvaror och fördubbling av den totala jordbruksfaktorproduktiviteten kommer att uppnås 2023.
- Början av värdetillväxt blå ekonomi – fiske, miljövänlig kustturism, marina bioteknologiska produkter och hamnverksamhet – kommer att växa fram.
- Kreativa konstföretag kommer att bidra dubbelt så mycket i reala termer av sitt bidrag 2013 till BNP.
- IKT-penetration och bidrag till real BNP i absoluta termer ska vara det dubbla jämfört med 2013 års nivåer.
- Regionala industrialiseringsnav kopplade till de globala värdekedjorna och råvaruutbyten kommer att vara på plats 2023.
- Åtminstone 17 % av land- och inlandsvatten och 10 % av kust- och havsområden ska ha bevarats och 30 % av bönder, fiskare och pastoralist kommer att praktisera klimattåliga produktionssystem.[8]

### Integrerat Afrika
- Det blir fri rörlighet för varor, tjänster och kapital; och personer som reser till vilken medlemsstat som helst ska kunna få visum vid inresan.
- Volymen av handel inom Afrika, särskilt jordbruksprodukter med förädlingsvärde, ska trefaldigas till 2023.
- Den afrikanska tullunionen, en afrikansk gemensam marknad och en afrikansk monetär union kommer att vara i drift 2023.
- African Speed Train Network kommer att ha passerat startstadiet och kommer att ta sina första passagerare mellan två sammankopplade städer.
- African Skies kommer att vara öppen för alla afrikanska flygbolag.
- Regionala kraftpooler förstärks med minst 50 % ökning inom kraftgenerering.
- INGA-dammen kommer att vara i drift och kommer att bidra till att driva den industriella omvandlingen av kontinenten och medborgarnas komfort.
- African Education Accreditation Agency och ett gemensamt utbildningssystem är på plats och den afrikanska ungdomen kommer att ha valet att studera vid vilket universitet som helst och arbeta var som helst på kontinenten.[8]

### Bemyndigade kvinnor, ungdomar och barn
- Alla hinder relaterade till att kvinnor är äger/ärver egendom eller företag, tecknar ett kontrakt, äger eller förvaltar ett bankkonto ska avlägsnas senast 2023.
- Åtminstone en av fem kvinnor ska ha tillgång till, och kontroll över, produktiva tillgångar.
- Jämställdhet mellan könen i balans, representation och befordran, kommer att vara normen i alla AU-organ och REC.
- Alla former av våld mot kvinnor ska ha minskat med en tredjedel 2023.
- Alla skadliga sociala normer och sedvanor ska ha upphört 2023.
- Den afrikanska ungdomen kommer att vara mobil och 15 % av alla nya företag kommer att härröra från deras uppfinningsrikedom och talang och andelen arbetslösa ungdomar 2013 kommer att ha minskat med minst en fjärdedel.
- Exploatering av barnarbete, äktenskap, människohandel och soldater ska ha upphört 2023[8]

### Välstyrt, fredligt och kulturellt centrerat Afrika i ett globalt sammanhang
- Demokratiska värderingar och kultur som är inskrivna i den afrikanska styrelsearkitekturen ska ha förankrats till 2023.
- Minst sju av tio personer i varje medlemsland i unionen kommer att uppfatta valen som fria, rättvisa och trovärdiga; demokratiska institutioner, processer och ledare ansvariga
- Rättsväsendet är opartiskt och oberoende, och den lagstiftande makten är oberoende och nyckelkomponent i den nationella styrningsprocessen.
- Den afrikanska mekanismen för inbördes granskning kommer att ha tillskrivits av alla medlemsstater och dess positiva inverkan på styrningsmåtten märks.
- Alla vapen ska ha tystats senast 2023.
- Alla medlemsstater i unionen kommer att ha inrättat lokala och nationella mekanismer för konfliktförebyggande och konfliktlösning.
- Alla unionens medlemsstater kommer att ha ett program för dubbelt medborgarskap för diasporan.
- Encyclopedia Africana kommer att lanseras av unionens församling 2023.
- En av fem yrkeshögskolor kommer att erbjuda program inom kreativ konst och ledning av mikrokulturella företag för att stödja tillväxten av kreativa konstföretag.
- Lokalt innehåll i alla tryckta och elektroniska medier ska ha ökat med 60%.
- Åtminstone 30 % av alla kulturella arv ska ha varit hämtad 2023.
- En afrikansk rymdorganisation ska ha inrättats 2023.
- En afrikansk global plattform kommer att vara på plats 2017 och kommer att bidra till en ökning av andelen av Afrikas export av den globala exporten 2023 med minst 20%.
- African Investment Bank, African Guarantee Facility, African Remittances Institute och minst 2 regionala börser ska ha etablerats och fungerat.
- Nationella kapitalmarknader kommer att bidra med minst 10 % av utvecklingsfinansieringen och andelen bistånd i den nationella budgeten kommer inte att vara mer än 25 % av 2013 års nivå.[8]

## Uppföljning

### Inom Afrika

#### Utmaningar
2017 skrev FN Kvinnor (UN Women) att arbete hade gjorts för domesticering och lokalisering men att det ändå noterats utmaningar i att säkerställa synlighet och internalisering av Agenda 2063 på gräsrotsnivå.
Vidare hade anpassningar och integration av Agenda 2063 bland medlemsstaterna försenats vilket bedömdes kunna påverka genomförandet av målet om hållbar utveckling.

AUs organ African Peer Review Mechanism skrev 2020 att framsteg hade gjorts inom vissa områden men att brist på nödvändiga mänskliga och ekonomiska resurser, skillnader i medlemsstaternas intressen och prioriteringar, låg takt i ratificeringen av nödvändiga rättsliga instrument, investerarnas intressen och det stora antalet flaggskepp hindrade framsteg inom vissa av dessa.

#### Flaggskeppens status
Flaggskepp 3
2019 hade 19 länder skrivit under frihandelsavtalet och implementerat detta i sin lagstiftning. Men det krävs att 22 länder skriver under avtalet för att det ska bli giltigt.
Flaggskepp 4
2016 offentliggjorde AU sina pass som ska vara standardiserade och göra det möjligt att resa inom alla afrikanska stater utan pass. Passen skulle bli tillgängliga för alla 2020.
Flaggskepp 6
2020 var Grand Dame Inga fortsatt i planeringsfasen, trots att projektet beräknas kunna fylla halva Afrikas totala energibehov (per 2020). Orsaken uppges bland annat vara att Kongo, där dammen ska byggas, är ett av världens mest korruptionsdrabbade länder. Detta har skrämt bort investerare.
Flaggskepp 11
2019 antog AU en afrikansk rymdstrategi. 2018-2020 tog tre afrikanska länder steget närmare när de i och med anskaffandet av satelliter kan titulera sig rymdnationer. Dessa länder var Kenya, Sudan och Rwanda. African Space Agency (AfSA) beräknas kunna börja arbeta från 2022.
Flaggskepp 14
Museet planerar att öppnas 2023 i Alger, Algeriet.

### Utanför Afrika
Målen har fått genomslag utanför Afrika. Då samarbetet med Afrika har kommit att präglas av målen. Riksrevisionen skrev 2021 om samarbetet "Regionalt Östafrika": "Samarbetet förväntas också bidra till Afrikanska Unionens ”Agenda 2063”, som har satt god samhällsstyrning, etablering av effektiva, demokratiska och transparenta offentliga institutioner, rättsstatsprincipen och korruptionsbekämpning mm".
Även Internationella Arbetsorganisationen, ILO, har arbetat med att öka medvetenheten och tillräkneligheten till målen genom bland annat internationella seminarier. Delar av Agenda 2063, som ligger i linje med målen i Globala hållbarhetsmålen, görs i viss samordning med Förenta Nationerna, FN.
Finlands Utrikesministerium skrev 2021 i ett pressmeddelande att Finlands Afrikastrategi, där bland annat ökad handel med Afrika ingår, kommer att ta hänsyn till Agenda 2063.

## Finansiering
Afrikanska Unionen fortsatte år  2019 att dras med ekonomiska underskott då en stor del av verksamheten finansierades av externa resurser. Vissa projekt ska dock finansieras av investerare.
OECD har föreslagit 10 policyändringar för att finansiera genomförandet av Agenda 2063. I förslaget är ändringarna närmare preciserade olika deländringar, dessa preciseras inte närmare i listannedan. De 10 policyändringarna är (fri översättning):
1. Uppmuntra investeringar för utveckling av den inhemska privata sektorn
2. Hjälp den privata sektorn att diversifiera produktion och export
3. Stärka kopplingarna mellan landsbygds- och stadsekonomierna
4. Främja grön tillväxt
5. Utöka utbildningen samtidigt som kvaliteten på utbildning och kompetens förbättras
6. Öka täckningen av sociala skyddssystem, inklusive arbete och hälsa
7. Öka Afrikas engagemang med sina globala partner
8. Fördjupa regional integration
9. Mobilisera inhemska resurser
10. Förbättra ekonomisk och politisk styrning[21]

## Risker
Agenda 2063 är ett ambitiöst program som kräver att utländska investerare går in som finansiärer. Investerare som kräver något i utbyte.
Det har höjts en varningens finger för den exploatering av Afrika som kan komma att ske, och för risken som investerares inflytande kan komma att medföra.
OECD skrev 2018 att de samband som finns på andra kontinenter inte går att överföra på Afrika. Ett exempel är att ökad BNP per capita inte återspeglats i bland annat bättre utbildningskvalité och sjukvård. OECD framför att det behövs en ny dynamik i den ekonomiska tillväxten för att målen ska kunna samverka i framgång. OECD varnar för att utveckling kan vara svår att behålla om den nuvarande dynamiken upprätthålls.
Vidare belyser också OECD vikten av att det görs regionala indelningar eftersom de afrikanska regionernas utveckling befinner sig i olika stadier. Annars finns risk att man inte får den effekt man eftersträvar med Agenda 2063. Även Judd Devermont, programdirektör för Afrika vid Center for Strategic and International Studies lyfter, enligt CNN år 2019, upp utmaningen med att de afrikanska länderna är så heterogena och påpekar att det kommer krävas mycket arbete för att få samtliga att hålla ihop.

## Källhänvisningar
1. ↑  ”Agenda 2063: The Africa We Want. | African Union”. au.int. Arkiverad från originalet den 13 december 2019. https://web.archive.org/web/20191213181702/https://au.int/en/agenda2063/overview. Läst 9 februari 2022.
2. 1 2 3  ”Reporting on Africa’s Agenda 2063” (på engelska). Africa Renewal. 13 februari 2020. https://www.un.org/africarenewal/news/reporting-africa%E2%80%99s-agenda-2063. Läst 9 februari 2022.
3. 1 2 3 4 5 6 7  ”Official Reports” (på amerikansk engelska). U.S. Mission to The African Union. US State Department. https://www.usau.usmission.gov/our-relationship/official-reports/. Läst 10 februari 2022.
4. 1 2 3 4 5  ”Goals & Priority Areas of Agenda 2063”. au.int. African Union. https://au.int/en/agenda2063/goals. Läst 9 februari 2022.
5. ↑  African Union Commission (2015). Agenda 2063 The Africa We Want. African Union Commission.
6. 1 2  ”Flagship Projects of Agenda 2063 | African Union”. au.int. Arkiverad från originalet den 11 januari 2023. https://web.archive.org/web/20230111210810/https://au.int/agenda2063/flagship-projects. Läst 9 februari 2022.
7. ↑  ”The First-Ten Year Implementation Plan | African Union”. au.int. https://au.int/en/agenda2063/ftyip. Läst 10 februari 2022.
8. 1 2 3 4 5 6  ”Key Transformational Outcomes of Agenda 2063 | African Union”. au.int. https://au.int/agenda2063/outcomes. Läst 10 februari 2022.
9. 1 2 3  UN Women Eastern and Southern Africa (2017). THE SUSTAINABLE DEVELOPMENT GOALS (SDGS) AND AFRICA’S AGENDA 2063. UN Women.
10. ↑  African Peer Review Mechanism (Mars 2020). Agenda 2063 and SDGs implementation in Africa. Afrikanska Unionen.
11. 1 2  Mohamed, Hamza. ”Is the African Union fulfilling its mandate?” (på engelska). www.aljazeera.com. https://www.aljazeera.com/news/2019/2/10/is-the-african-union-fulfilling-its-mandate. Läst 9 februari 2022.
12. ↑  CNN, Kieron Monks, for. ”African Union launches all-Africa passport”. CNN. https://www.cnn.com/2016/07/05/africa/african-union-passport/index.html. Läst 9 februari 2022.
13. 1 2  ”Dammen som kan säkra ren el åt Afrika väntar på att byggas”. Dagens Nyheter. 14 augusti 2020. ISSN 1101-2447. https://www.dn.se/ekonomi/dammen-som-kan-sakra-ren-el-at-afrika-vantar-pa-att-byggas/. Läst 9 februari 2022.
14. ↑  Sandra Lindström (red.), Kristofer Hallgren,
Seméli Papadogiannakis, Ola Rasmusson, 
John Rydqvist och Jonatan Westman (Januari 2021). Omvärldsanalys Rymd 2020- Fokus på försvar och säkerhet. Totalförsvarets Forskningsinstitut, FOI. ISSN 1650-1942.
15. ↑  Africa, Space in (20 oktober 2021). ”African Union Executive Council Approves African Space Agency Structure” (på amerikansk engelska). Space in Africa. https://africanews.space/african-union-executive-council-approves-african-space-agency-structure/. Läst 9 februari 2022.
16. ↑  ”African Union Hosts Great Museum of Africa Event at Expo | African Union”. au.int. https://au.int/en/newsevents/20220209/african-union-hosts-great-museum-africa-event-expo. Läst 9 februari 2022.
17. ↑  ”Östafrika”. www.riksrevisionen.se. https://www.riksrevisionen.se/internationellt/utvecklingssamarbete/ostafrika.html. Läst 9 februari 2022.
18. ↑  ”18th African Regional Seminar for Labour-Based Practitioners” (på engelska). www.ilo.org. 25 mars 2019. http://www.ilo.org/global/topics/employment-intensive-investment/events/WCMS_679159/lang--en/index.htm. Läst 9 februari 2022.
19. ↑  ”Linking Agenda 2063 and the SDGs | African Union”. au.int. https://au.int/agenda2063/sdgs. Läst 9 februari 2022.
20. ↑  ”Finlands Afrikastrategi tar sikte på ett starkare politiskt och ekonomiskt partnerskap”. Utrikesministeriet. https://um.fi/aktuellt/-/asset_publisher/gc654PySnjTX/content/suomen-afrikka-strategia-kohti-vahvempaa-poliittista-ja-taloudellista-kumppanuutta. Läst 10 februari 2022.
21. 1 2 3 4  African Union Commission/OECD (2018). Overview: Harnessing Africa's development dynamics to realise Agenda 2063”, in  Africa's Development Dynamics 2018: Growth, Jobs and Inequalities. OECD. doi:https://doi.org/10.1787/9789264302501-5-en.
22. 1 2  Adam, Ahmed H.. ”Are we witnessing a ‘new scramble for Africa’?” (på engelska). www.aljazeera.com. https://www.aljazeera.com/opinions/2018/3/27/are-we-witnessing-a-new-scramble-for-africa. Läst 10 februari 2022.
23. ↑  Salaudeen, Aisha (9 maj 2019). ”As Europe grapples with Brexit, the African Union seeks a more United States of Africa” (på engelska). CNN. https://www.cnn.com/2019/05/09/africa/au-passport-free-trade-area-intl/index.html. Läst 12 februari 2022.